# Naomiči Ueda
Naomiči Ueda (* 24. říjen 1994) je japonský fotbalista.

## Klubová kariéra
Hrával za Kashima Antlers.

## Reprezentační kariéra
Naomiči Ueda odehrál za japonský národní tým v roce 2017 celkem 2 reprezentační utkání.

## Statistiky
| Japonsko | Japonsko | Japonsko |
| Roky     | Záp.     | Góly     |
| -------- | -------- | -------- |
| 2017     | 2        | 0        |
| 2018     | 2        | 0        |
| 2019     | 7        | 0        |
| Celkem   | 11       | 0        |